# Émilie Rolez

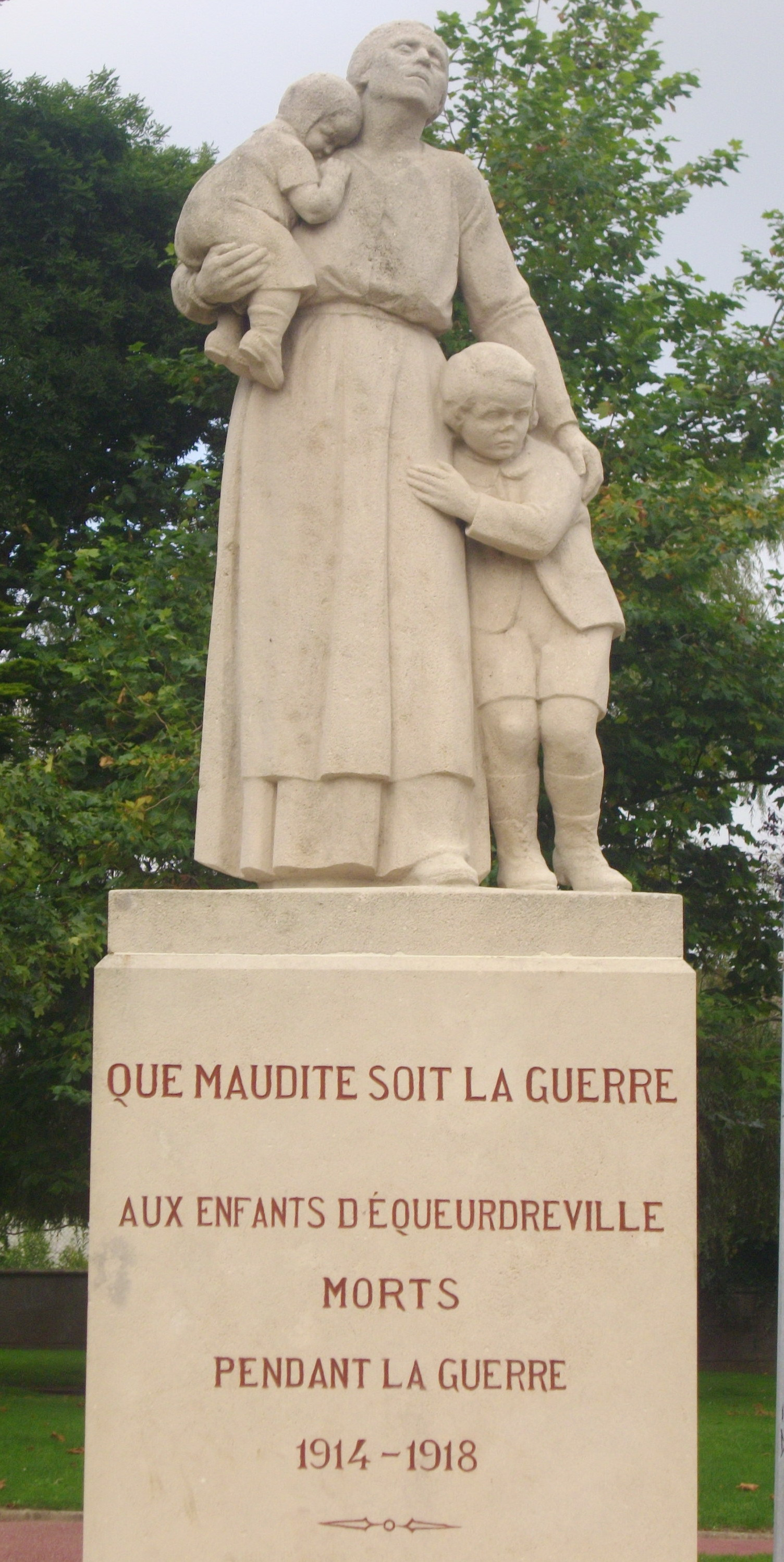
Monument aux morts d'Equeurdreville.

Émilie Rolez, née Marie Émilie Jane Vallerey à Verteuil-sur-Charente le 12 septembre 1895 et morte à Châteauneuf-Villevieille le 19 mai 1986, est une sculptrice et peintre française.

## Biographie
Elle est l'élève d'Alexandre Descatoire et d'Alfred Rolez, qu'elle épouse en 1919. Il est professeur de dessin et directeur de l'école des Beaux-Arts de Cherbourg. À partir de 1925, elle participe au Salon des artistes français à Paris. Elle y obtient une médaille en 1929.
En 1929, elle réalise le monument funéraire d'Albert Mahieu, maire-député de Cherbourg mort en 1926.
Après la loi de 1919, pour inciter les communes à commémorer les morts au combat de la première guerre mondiale, Hippolyte Mars, maire d'Équeurdreville souhaite ériger un monument aux morts pacifiste. En 1922, le projet d'un sculpteur parisien est rejeté. Rachel Hautot propose alors deux projets : un soldat brisant son arme ou un père et une mère pleurant leur fils. La commission aux beaux-arts et le comité du monument aux morts sont d'accord. Des dissensions se font jour au conseil municipal. Le projet est retardé puis enterré. Finalement, Émilie Rolez soumet son projet. Il s'agit d'un groupe rapproché d'une veuve en pleurs avec ses deux enfants. Le monument porte l'inscription « Que maudite soit la guerre ». Le projet est retenu. Le monument est inauguré le 18 septembre 1932.
Après l'érection du monument, et la mort d'Alfred Rolez, Émilie Rolez part s'installer à Nice. Elle enseigne à l'école des Beaux-Arts de Nice.